# Гибина (Свети Андраж в Словенских Горицах)
Гибина (словен. Gibina) је насељено место у општини Свети Андраж в Словенских Горицах, Подравска регија, Словенија.

## Историја
До територијалне реорганизације у Словенији била је у саставу старе општине Птуј.

## Становништво
У попису становништва из 2011. године, Гибина је имала 82 становника.
| Број становника према пописима | Број становника према пописима | Број становника према пописима |
| ------------------------------ | ------------------------------ | ------------------------------ |
| 1991                           | 2002                           | 2011                           |
| 87                             | 85                             | 82                             |